# 2024年7月澳門
2024年7月澳門是指澳門在2024年7月發生的重大新聞事件。

## 7月1日
- 中華人民共和國出入境管理局發布便利非中國籍港澳永久性居民往來內地的新政策公告，自2024年7月10日起為非中國籍港澳永久性居民簽發港澳居民來往內地通行證行政長官賀一誠代表澳門特別行政區政府，衷心感謝中央政府再次出臺惠澳政策，並向國務院港澳事務辦公室、中華人民共和國出入境管理局及相關中央部委致以誠摯謝意[1]。
- 澳門大橋工程完工，大橋整體工程已基本完工，後續各項調試、驗收及移交工作正有序展開。大橋下方的護橋設施正處於收尾階段，預計於同年7月完成並隨即拆除橋下臨時施工平台及臨時棧橋，預計於第三季具備通車條件[2]。
- 博彩監察協調局公布6月幸運博毛收入為176.94億元，是該年以來首次少於180億元。其按年上升百分之16.4，按月則下跌百分之12.4，少了近25億元[3]。
- 大韓航空開通往返首爾仁川至澳門航線，每天一班[4]。

## 7月2日
- 《2024年度現金分享計劃》正式發放[5]。
- 廣東電網有限責任公司公布，中國大陸對澳供電負荷首破百萬千瓦，創下歷史新高。於1日12:43向澳門供電負荷首次突破百萬千瓦達103.7萬千瓦，較2023年的98.9萬千瓦的歷史最高負荷數增長了4.85%，創下歷史新高[6]。

## 7月3日
- 澳門特區政府表示會嚴格按照《土地法》及《城市規劃法》等法例規定，妥善管理及利用特區的土地資源。過去社會所指的閒置土地，經過特區政府多年努力已收回並成為澳門特別行政區的“國有土地”，總面積約72萬平方米。當中，已有約19萬平方米土地利用作興建政府辦公樓、倉庫、長者公寓、公共房屋，以及經公開競投發展私人樓宇，佔比約26%。透過切合地區現況和社會發展實際需求進行規劃利用，改善居民生活環境[7]。
- 運輸工務司司長羅立文批示修改民國大馬路一幅土地的批給，該土地位於西灣半邊橙斜對面，面積為1,386平方米，將可用作興建三幢樓高七層，其中三層為地庫，屬分層所有權制度，作住宅、停車場及室外範圍用途的樓宇。據悉，之前的建築早在1979年已經拆卸的金舫酒店且土地一直空置至今[8]。
- 特區政府展開跨部門聯合清遷行動，收回新城B區一幅面積約27000平方米被非法佔用的國有土地。現場土地內停泊車輛，並擺放貨櫃、建築機械設備及雜物等[9]。
- 「澳門半島南岸海濱綠廊工程」第二期第一區工程公開招標，含海濱步道和球場區等，最長工期為240個工作天[10]。
- 有中區社區服務諮詢委員會委員反映，街頭遊民現象及非法露營問題捲土重來，包括澳門文化中心、澳門旅遊塔等一帶，建議建立由警員、社會福利、旅遊等多個部門組成的跨部門協作機制，實現資訊共用與協調配合，形成合力解決遊民與非法露營問題。通過跨部門合作，提升問題處理的效率與效果，為澳門旅遊業的持續健康發展保駕護航[11]。
- 周焯華案作出終審判決，其中周焯華等多人上訴失敗，其中周焯華維持判處18年徒刑[12]。
- 城規會通過十份規劃條件圖草案。其中一份草案涉及位於媽閣鄰近煙草里之土地，有委員關注同一地段的限高增至19.5米[13]。

## 7月4日
- 中級法院審理前貿易投資促進局主席張祖榮涉貪案上訴，其中改判張祖榮三項濫用職權罪罪名不成立，數罪並罰改判判監8年。商人吳國壽獲減刑，由原來的判監23年減刑至20年[14]。
- 政府公報副刊刊登行政長官行政命令，行政長官賀一誠7月4日至19日休假期間由行政法務司司長張永春臨時代理行政長官的職務[15]。
- 澳門新街坊人才房租賃工作啟動，相關的人才房有二百多個單位，集中位於「澳門新街坊」的第十七棟和第十八棟，只租不售，租賃對象為符合條件的機構和相關人才（不限戶籍）。另據傳媒報道澳門大學研究生將會入住橫琴「澳門新街坊」惹關注，但澳門都市更新股份有限公司未有回應[16]。

## 7月5日
- 近日香港多間高校有假學歷入學情況，教育委員會關注事件，而澳門高等院校已訂立嚴謹的收生標準和甄選程式，並根據指引或安排，跟進收生的行政及把關工作，對入學申請者學歷成績等申請文件進行查核。如發現提供虛假申請資料及報名材料，一經查實，將採取嚴厲措施，撤銷錄取資格、註銷學籍或撤銷學位[17]。
- 澳門司警公佈首5個月共開立1,035宗詐騙案，按年增加43%；同期拘捕122名詐騙集團成員，與中國大陸警方合作阻截騙款923萬元人民幣[18]。

## 7月6日
- 公共建設局近日就澳門戶外表演區建造工程詢價招標，六家被邀公司全部回標，造價介乎8,478萬至1.13億元，工期最長107天。工程主要建造鋼筋混凝土地台、配套機電系統及排水設施。場内將設置移動式功能房間，如洗手間、活動團隊辦公室及休息室等。表演區中心佈置為觀眾區，西面佈置為入場輪候區（安檢），北面佈置為舞台／後勤區，南面佈置為疏散緩衝區[19]。
- 2023年新馬路富都賓館命案，一名47歲香港男性疑兇被初級法院以加重殺人罪名判處22年6個月監禁，他不服上訴至中級法院請求減刑至18年以下被駁回[20]。

## 7月8日
- 行政長官賀一誠自6月下旬起休假，期間再延長兩周，據據英文媒體報道並引述消息稱，他將於8月中下旬左右宣布爭取連任，並指其健康狀況良好[21]。
- 政府長者公寓開展分批揀樓程序，首日完成超過82宗完成辦理手續，涉及135人，並計劃於同年10月安排首批人士入伙[22]。
- 統計暨普查局資料顯示，最新一期（2024年3月至5月）的整體住宅樓價指數為219.9，較同期（2024年2月至4月）下跌0.9%，與2023年同期比較按年下跌12.5%，當中澳門半島與路氹區的指數跌幅分別為13.1%及10.6%[23]。
- “學界青年慶回歸大匯演暨國際青年舞蹈節”於7月下旬舉行，作為慶祝中華人民共和國國慶75周年及澳門特別行政區成立紀念25周年的活動，澳門學界師生聯同世界各地青年合共近一千五百位表演者，以及四百多位志願者參與[24]。

## 7月9日
- 澳門都市更新股份有限公司表示，P地段暫住房項目正進行外牆棚架拆除工作，按計劃會於年未竣工[25]。
- 公共建設局網站顯示「內港雨水泵站及下水道工程–第一期」已經完成[26]。

## 7月10日
- 暑假期間澳門再度進入掘路旺季，交通事務局表示，因應竣工在即澳門大橋及黑沙環P地段項目等所需配套工程會在期間展開，料黑沙環區在暑假期間交通會變得複雜和非常繁忙，並呼籲大型車輛避免駛入，減少交通擠塞[27]。筷子基正進行泵站及箱涵渠工程，市政署預計俾若翰街路段及船澳街的箱涵渠建造預計於暑假結束前完工，休憩區建造則預計會在第四季完成[28]。
- 西灣大橋繼2023年開展外圍翻新工程後，政府決定重鋪的大橋瀝青行車路面，正籌劃於暑假內動工，工程期間會確保每個方向有兩線行車，電單車專道則暫停，再度「混合行車」[29]。
- 一隻飼養近30年在石排灣郊野公園內生活的白頰長臂猿將於月內送往廣州動物園，該白頰長臂猿於1995年被人發現遺棄在公園內，一直由市政署飼養，在送返廣州市後將與其同類群體共同生活，參與國家珍稀野生動物的保育工作[30]。
- 保安司表示自當天20時起，旗下網站服務受阻，當局現正聯同電信營運商開展應急處理，盡快恢復受影響服務。同時，司法警察局已啟動刑事調查工作，在大約不足一小時後所有旗下部門或機構網站恢復運作[31]。

## 7月11日
- 2024年澳門特別行政區行政長官選舉委員會選舉共有348人報名。經查核後，所有348人均符合參選資格，行政長官選舉管理委員會於翌日在水坑尾街公共行政大樓地面層張貼合資格參選人名單[32]。
- 澳門新中央圖書館地盤正進行新花園娛樂場拆卸工程期間發生意外，建築物外牆頂部位置的磚牆砌體老化崩裂未能及時控制穩固，有磚砌碎塊跌出工地圍街板外，波及附近行人道頂蓋和行車道，並引致一名途經的駕駛者受驚；公共建設局表示高度關注並已即時勒令承建單位暫停地盤內一切施工及安排清理現場[33]。
- 4月29日，黑沙環中街一住宅大廈發生墮樓事件，一名女家傭從高層單位洗手間氣窗墮下死亡。司警到場了解兩人指女家傭早前疑盜竊女僱主家中六萬元利是錢被發現，隨後被非法禁錮多小時，導致女家傭疑不堪迫供壓力自殘失敗最終墜樓身亡，任職治安警察局警員的女僱主及男友事後刻意向警方隱瞞「私刑迫供」過程，司警調查後揭發案中有案，拘捕涉案的男女[34]。相關警員已啟動內部紀律調查程序，並對有關警員防範性停職[35]。

## 7月12日
- 治安警察局持續開展“雷霆2024”行動，跨廳共派出59名人員，共截查了255人（158男97女），當中1名男子涉嫌非法兌換金錢，該男子已被送交相關部門跟進。查車行動方面，共截查48輛車輛，合共檢控3宗違例（1宗涉及沒有佩戴安全帶、1宗涉及行駛中使用手提電話，以及1宗涉及沒有使用行車燈）[36]。
- “周末北區消費大奬賞”活動至7月上旬獲得逾1,240間北區商戶的積極參與，截至2024年6月底，約2,100萬元電子優惠已被核銷，累計帶動北區商戶消費額約1.1億元[37]。
- 澳門旅遊局於7月12日至12月1日推出“酷玩澳門”項目第二階段。議事亭前地的利斯大廈建築物，設置以澳門旅遊吉祥物“麥麥”為主題的大型裝置，打造嶄新“打卡點”，同時利斯大廈展覽廳同期舉行“酷玩澳門市集”[38]。
- 行政長官選舉管理委員會公佈2024年澳門特別行政區政長官選委會選舉參選名單，當中120多人首次參選，教育界和勞工界此兩界別分組的合資格參選人數超出獲分配選委名額，其中，勞工界今屆超出2人，上屆超出4人；教育界則與上屆超出名額數目相同，超出2人[39][40]。
- 愛都酒店拆卸工程事故發佈惹爭議，網上有「車CAM片」流出，顯示事發一刻有一大堆建築雜物等坍塌下來，與官方聲稱的「磚砌碎塊跌出」大有出入。公共建設局回應指當局將就承建單位及監理公司事故報告進行分析，倘發現有違規行為，將按相關條款展開懲處程序[41]。

## 7月13日
- 新口岸永泰大廈發生工業意外，一名59歲中國大陸籍勞工，在上址大廈一單位更換冷氣機。期間單位房間外牆一個冷氣機支架斷開，懷疑該名在外牆工作外僱恰好將安全繩扣在該冷氣機支架，支架斷裂導致其連同冷氣外機高處墜下，當場死亡。警方、消防及勞工事務局均初步懷疑外僱在外牆工作時，安全繩扣着的冷氣機支架斷裂釀成意外[42]。

## 7月14日
- 位於澳門特別行政區政府總部旁的卑第巷，於兩個月內重複開掘惹社會爭議。澳門立法會直選議員林宇滔於書面質詢提出，卑第巷兩個月內兩次重複開挖進行道路工程，雖然當局解釋第二次工程是因路下部分舊式石板渠出現滲漏，卻未解釋滲漏的原因，若是因為早前工程而損毀，當局的驗收程序是否存在瑕疵，責任方誰屬；若是滲漏的原因是下水道正常老化，當局為何未有及早發現並在第一次進行工程時一併維修？[43]
- 行政長官選舉管理委員會公佈2024年澳門特別行政區政長官選委會選舉資格審查，348名候選人全部接納[44]。

## 7月15日
- 一名涉嫌在泰國綁架、殺害並肢解一名中國大陸籍女子澗逃至澳門的兇徙，因涉嫌以冒牌名表詐騙一間押店而暴露身分，被司警於氹仔客運碼頭緝獲並移交至中國公安處理。兇徒為男性、姓馬、34歲、持中華人民共和國護照、報稱無業[45]。

## 7月16日
- “慶祝中華人民共和國成立七十五周年、澳門回歸祖國二十五周年、澳門健康城市成立二十周年總結大會暨《健康澳門藍圖》發佈會”舉行。衛生局藉著“澳門健康城市成立20周年”的重要時間節點，共同總結過去的工作經驗，發佈《健康澳門藍圖》，提出了三大政策方向及三大行動策略[46]。
- 根據臨時數據，2024年澳門上半年入境旅客超過1600萬人次，整體符合澳門旅遊局預期。乘著一系列中央惠澳措施出台，旅遊局積極鋪開下半年工作，全力開拓客源，擦亮澳門國際大都市“金名片＂，鞏固作為“世界旅遊休閒中心”地位[47]。

## 7月17日
- 公共建設局對「澳門戶外表演區」臨時建造工程已作判給，由成龍工程有限公司中標，造價為8,478萬澳門元，總施工期為107個工作天[48]。
- 澳門消防局公佈2024年1至6月的工作數據，上半年合共出動27,000多次，較2023年同期上升約12%，其中火警出動455宗，升幅大約一成，超過八成不用開喉灌救[49]。
- 澳廣視網站及手機應用程式於晚上出現訪問流量異常而導致服務受影響情況，同時亦收到郵電局通知網站有被攻擊跡象。澳廣視相關部門隨即按照網安中心及郵電局處置建議採取抵禦措施，並已排查各系統，服務於受攻擊後約一小時恢復正常[50]。

## 7月18日
- 港澳兩地政府聯合宣佈，由7月19日起兩地的合資格永久居民可在用流動電話生成出入境對方關的「港澳通關二維碼」，作自助通關之用。這適用於全部往來港澳口岸：兩個客運碼頭及港珠澳大橋[51]。至於澳門公共服務一戶通至今已超過60萬澳門居民開戶，二維碼通關共鎳得1,100萬人次通關[52]。
- 三間不被接納競投十個八年期的士牌照共五百部的士公司提出司法上訴，行政法院撤銷開標委員會不接納上訴公司的決定。對於有關判決，交通事務局回應表示，正在分析行政法院的判決書，再決定合適程序[53]。

## 7月19日
- 治安警察局公佈2024上半年檢控違反道路交通法或規章個案總數共36萬多宗，按年增加1.5%，罰款總金鈄達9,850多萬元，按年增加近兩成，金額已恢復至2019年之水平。當中行人違法過馬路方面共檢控4,614宗，同比增近4倍；交通意外共錄得7,666宗，為16年來最多，當中包括致命交通意外共2宗[54]。
- 全球Windows系統出現大規模故障，澳門網絡安全事故預警及應急中心通報共收到八間關鍵基礎設施造成不同程度的影響，包括一間本地現金速遞公司的對外業務系統受阻；另外三間博彩企業、兩間公共事業服務機構以及兩間保險公司的內部電腦系統雖受到影響，但對外公眾服務並未受到干擾，業務運營保持正常[55]。
- “港澳通關互用二維碼服務”啓用，整體運作暢順，已登記使用香港e-道通關服務的居民在更新“一戶通”後，即可生成“港澳通關二維碼”。截至當天16時，超過3萬人更新“一戶通”，同時已有約500名澳門居民以“港澳通關二維碼”使用香港e-道入出境[56]。
- 行政長官選舉管理委員會根據《行政長官選舉法》的相關規定，制定及公佈第1/CAECE/2024號指引。競選宣傳方面，競選活動期由2024年7月27日凌晨零時開始，至8月9日午夜12時結束[57]。
- 一架波音737-400F貨機凌晨在澳門國際機場準備起飛時爆胎，導致機場跑道關閉超過兩小時，經檢查及清除雜物後跑道於當天6時45分重新開放，期間五個航班受影響，包括四個抵澳航班及一個離澳航班，事件中沒人受傷，民航部門亦開展有關調查工作[58]。

## 7月20日
- “學界青年慶回歸大匯演暨國際青年舞蹈節”於當天下午在大三巴牌坊舉行開幕式，共25支青年舞蹈團超過700名青年舞蹈員歡聚一堂，當中23支來自澳門本地，12隊來自自歐洲、大洋洲和亞洲，吸引萬人駐足觀賞[59]。
- 受熱帶風暴派比安影響，地球物理氣象局發出一號風球，並預計21日澳門天氣風雨增多，另預計受天文大潮影響，內港一帶出現輕微水浸，另於當天晚上發出藍色風暴潮警告[60]。

## 7月21日
- 第一屆澳門國際兒童藝術節開幕，主辦單位澳門文化局期望，活動為小朋友開啟色彩斑斕的藝術天空，也能持續以文化刷亮澳國際大都市的「金名片」。兒童藝術節舉行時間覆蓋整個暑假，活動設九大板塊、四十五個項目、逾一千場次，包括國際級的表演藝術、百老匯音樂劇、藝術展覽、電影展、大型戶外裝置、藝術營、音樂營、工作坊及藝術嘉年華等[61]。

## 7月22日
- 隨著強烈熱帶風暴派比安遠離，地球物理氣象局於晚上8時取消所有風球，受另一股颱風“格美”影響，澳門天氣持續酷熱[62]。
- 《澳門特別行政區公報》刊出核准《古樹名木保護名錄》的行政長官批示，其中新增12棵古樹列入保護名錄，當中位於路環市區譚公廟前地的假菩提樹，樹齡達140年[63]。
- 新城A、B區通道建設形式過往惹起不少爭議，政府跨部門回應指從城市規劃、景觀保護、工程造價、建設工期，以及民生影響等多方面，綜合對不同構想作出考量，以挑選能平衡各個方面的方案[64]。

## 7月23日
- 行政長官賀一誠透過視頻方式在“同根連心迎國慶 團結奮鬥創未來”港澳青年浙江行活動啟動儀式上致辭。他表示，澳門特區政府始終堅持以人為本的施政方向，透過加強對青年的引導和支持，幫助青年樹立正確的世界觀、人生觀和價值觀，激發青年的創新精神和創造活力，為青年成長成才提供更多實踐機會和平台[65]。
- 2024粵澳名優商品展於25日至29日舉行，展位還是參展商家數量為歷屆之冠，主辦單位冀為客商及觀眾打造一場「國潮+商機+購物」夏日嘉年華、盛會[66]。
- 受超強颱風格美外圍下沉氣流影響，預料華南沿岸出現酷熱天氣。氣象局預計24日至26日最高氣溫上升至36度或以上[67]。多區更錄得超過34度以上高溫[68]。
- 橫琴澳方口岸交通樞紐二層平台原一期改造工程展開，施工面積約32,000平方米。改造工程包括重新規劃及優化平台的行人步行設施及功能佈局，主要包括建造大型風雨廊、鋪設行人路飾面、改造原有平台樓板、約19,000千平方米的道路鋪設瀝青路面、完善平台排水系統及設置各類車輛（包括的士、巴士、旅遊巴士及輕型汽車）上落客區[69]。

## 7月24日
- 初級法院宣告澳亞衛視處於破產狀態。《澳門特別行政區公報》刊出初級法院公告，宣告澳亞衛視有限公司處於破產狀態，該公司地址為澳門路環衛星路256號地下。法院於七月十六日作出相關判決，債權人提出清償債權要求的期間定為六十日。法院今次收到三十六間公司聲請，三十六間公司地址均為澳門羅理基博士大馬路600E號第一國際商業中心19樓[70]。

## 7月25日
- 粵澳名優商品展開幕，展會首日安排16份簽約項目，包括本澳會展協會與國際權威會展組織UFI（國際展覽業協會）達成大灣區教育合作協議、企業間預製菜合作等。同時，多位來自中國大陸、“一帶一路”沿線國家及地區、澳門地區的專業客商到場觀展，招商投資促進局繼續“以展招商”，助企業覓年度“名優＂產品商機，發揮“產業+會展”作用[71]。
- 珠海灣仔至澳門內港／媽閣河底行人隧道被珠海當局重上日程，澳門立法會直選議員梁鴻細提出書面質詢，當局會否就河隧公布更多資訊及時程表[72]。

## 7月26日
- 行政長官選舉委員會委員選舉於27日0時起展開為期十四天的競選宣傳期。選舉管理委員會呼籲相關人士要依法進行競選宣傳活動[73]。
- 中級法院對李燦烽貪污案其餘被告作出補充判決，指由於「黑社會罪」是一項共同實施的犯罪，而開釋的決定不是基於被開釋嫌犯的“純粹個人理由”，因此根據《刑事訴訟法典》第392條的規定，相關開釋和改判決定應惠及同案其餘並未提起上訴的嫌犯賈利安、李惠清、鄺尹詩、文禮聰和李涵[74]。
- 統計暨普查局資料顯示，2024年第2季總體失業率（1.7%）及本地居民失業率（2.3%）按季均下跌0.4個百分點，並已回復至2019年第2季水平；就業不足率（1.5%）則持平[75]。
- 被質疑有損世遺──燈塔景觀的「新城A、B區行車天橋設計連建造工程」已經作出判給，由中國建築工程（香港）有限公司澳門分公司／中國建築工程（澳門）有限公司／保利長大工程有限公司澳門分公司合作經營以最低價獲得判給，造價為21.8億元，工期為900個工作天[76]。
- 澳門國際機場於2024年上半年客量錄得顯著增長，從該年1月至6月處理總客運量超過373萬人次，航班起降量超過2萬9千架次，分別較去年同期上升91%及72%[77]。
- 政府跨部門聯同中國人民解放軍駐澳門部隊於澳門東亞運動會體育館舉行大型聯合反恐演練『盤龍』演習，演練模擬有恐怖分子挾持人質等情況，共歷時約2小時40分，共派出1038名人員參與[78]。

## 7月28日
- 粵澳名優商品展圓滿結束，大會安排商業配對近400場，企業對接較上屆增加17%，此外，招商投資促進局“投資者‘一站式’服務”在展會期間接洽逾30家展商，當中有明確表示將在澳門註冊成立公司，包括一家上市公司[79]。
- 澳門旅遊局公佈臨時數據，7月1日至25日日均旅客近9.6萬人次，當中7月20日訪澳旅客錄得逾13.5萬人次，當中7月20日單日錄得13.5萬旅客，酒店入住率為88.5%[80]。
- 新花園娛樂場拆卸工程早前發生事故，引起業界人士慨嘆，直選議員林宇滔認為業界意見反映事件嚴重，並質詢當局：到底相關拆卸計劃有否嚴格按照法律法規進行？[81]
- 皇朝區一間押店發生持刀劫案，一名近五旬的中國大陸籍賊人持生果刀指嚇一名女職員，掠走櫃枱內14.5萬港元現金後逃去，澳門司警隨即通報中國大陸警方部門於案發四小時後在珠海將疑犯落網，起回三萬多元贓款[82]。

## 7月29日
- 行政長官賀一誠結束長達三十九天的長假，銷假重新上班履職，休假期間一度惹起不少關注與揣測[83]。
- 歷時6年的慕拉士社屋建造工程竣工[84]。
- 龍環葡韻行人專區的石仔路有多處被圍封開掘，擬改鋪其他物料作「鋪面優化」，引起破壞特色、新不如舊等爭議。澳門文化局及市政署聯合發出回應指，擴闊現有平坦且防滑性較強的麻石板路面，但不會改動專區其他現有卵石鋪面，僅更換個別損壞的卵石。在保留片區特色風貌的同時，提升步行環境的舒適性、安全性[85]。

## 7月30日
- 大潭山隧道項目首期（隧道及南連接線）的設計連建造工程昨進行預先資格評定開標，共八組合作經營公司申請，該項目工程預計2025年第二季動工[86]。
- 根據澳門衛生局澳門自殺死亡監測結果，2024年第二季錄得9男13女共22宗自殺死亡個案，年齡介乎12至76歲；自殺死亡個案數與上季相同，較2023年同期減少2宗。今季22宗個案中澳門居民有19宗（占86.4%），非本澳居民有3宗（占13.6%）。根據資料分析，該季自殺死亡的原因主要與精神病、賭博或財政問題有關[87]。

## 7月31日
- 澳門立法會先後大比數反對否決由直選議員林宇滔提出就澳門應有網約車及建火葬場議題開展對政府毫無約束力的辯論。有官委議員表示黑的可推出「網約」服務、叫車難屬技術問題及或加劇交通擁堵等[88]。